# The Curtain Hits the Cast
The Curtain Hits the Cast — третий студийный альбом американской инди-рок-группы Low. Он был выпущен 13 августа 1996 года на лейбле Vernon Yard Recordings.

## История
Альбом The Curtain Hits the Cast был выпущен на лейбле Vernon Yard Recordings в 1996 году. На фотографии с обложки альбома изображена почти вся минималистичная ударная установка участницы Мими Паркер. Песня «Lust» была выпущена в составе четырёхстороннего сплит-альбома 7-inch (на прозрачном зелёном виниле) под названием Indie Rock Flea Market примерно в то же время.
После выхода альбома срок пребывания группы на мейджор-лейбле закончился, и она перешла на Kranky. Только на LP треки «Prisoner» и «Tomorrow One» позже появились на бокс-сет раритетов 2004 года A Lifetime of Temporary Relief: 10 Years of B-Sides and Rarities.

## Отзывы
| Оценки критиков | Оценки критиков |
| Источник        | Оценка          |
| --------------- | --------------- |
| AllMusic        | [ 1 ]           |
| NME             | 6/10            |
| Pitchfork       | 8.5/10          |
| Rolling Stone   | [ 4 ]           |
| Spin            | 7/10            |

Альбом получил в целом положительные отзывы от современных музыкальных критиков.
Ницух Абебе из AllMusic отметил, что «The Curtain Hits the Cast стал первым „крупным“ альбомом Low, который вывел инди-шум от их ранних работ на гораздо большую аудиторию. Группа ничего не потеряла в процессе — альбом показывает, что они все ещё твёрдо придерживаются эпических, медленных, ленивых диргеров, с которых они начинали. Единственные заметные изменения заключаются в более продуманном продюсировании и смещении соотношения тёмных, жутких диргеров к красивым, утешительным (последние побеждают, о чем свидетельствует сингл альбома, прекрасная „Over the Ocean“). Low — одна из тех редких групп, которые создали для себя настолько чёткий музыкальный мир, что даже серьёзные изменения не могут повлиять на него — как каждый альбом Cocteau Twins безошибочно принадлежит им и всегда хорош, так и прослушивание любой записи Low — это повторное знакомство с чудесным звучанием, которое невозможно найти нигде больше. The Curtain Hits the Cast более доступен, чем многие из ранних работ группы, но, поскольку это альбом Low, он не так уж сильно отличается от них — альбом, вероятно, является лучшим введением в творчество Low».

## Список композиций
Слова и музыка всех песен — Low.
| №   | Название                    | Лид-вокал        | Длительность |
| --- | --------------------------- | ---------------- | ------------ |
| 1.  | «Anon»                      | Alan Sparhawk    | 4:18         |
| 2.  | «The Plan»                  | Mimi J. Parker   | 3:40         |
| 3.  | «Over the Ocean»            | Sparhawk         | 3:47         |
| 4.  | «Mom Says»                  | Sparhawk         | 5:19         |
| 5.  | «Coattails»                 | Parker           | 6:51         |
| 6.  | «Standby»                   | Sparhawk         | 5:09         |
| 7.  | «Laugh»                     | Sparhawk         | 9:34         |
| 8.  | «Lust»                      | Sparhawk         | 4:04         |
| 9.  | «Stars Gone Out»            | Sparhawk         | 4:26         |
| 10. | «Same»                      | Sparhawk         | 2:05         |
| 11. | «Do You Know How to Waltz?» | Sparhawk, Parker | 14:37        |
| 12. | «Dark»                      | Sparhawk         | 0:53         |

| №   | Название                    | Лид-вокал        | Длительность |
| --- | --------------------------- | ---------------- | ------------ |
| 1.  | «Anon»                      | Sparhawk         | 4:18         |
| 2.  | «The Plan»                  | Parker           | 3:40         |
| 3.  | «Over the Ocean»            | Sparhawk         | 3:47         |
| 4.  | «Mom Says»                  | Sparhawk         | 5:19         |
| 5.  | «Coattails»                 | Parker           | 6:51         |
| 6.  | «Standby»                   | Sparhawk         | 5:09         |
| 7.  | «Laugh»                     | Sparhawk         | 9:34         |
| 8.  | «Lust»                      | Sparhawk         | 4:04         |
| 9.  | «Stars Gone Out»            | Sparhawk         | 4:26         |
| 10. | «Prisoner»                  | Sparhawk         | 3:46         |
| 11. | «Tomorrow One»              | Sparhawk         | 4:28         |
| 12. | «Same»                      | Sparhawk         | 2:05         |
| 13. | «Do You Know How to Waltz?» | Sparhawk, Parker | 14:37        |
| 14. | «Dark»                      | Sparhawk         | 0:53         |